# Labidochromis shiranus
Labidochromis shiranus é uma espécie de peixe na família Cichlidae. É endêmico de Malawi. Seu habitat natural são os lagos de água fria.